# Michael J. Anderson

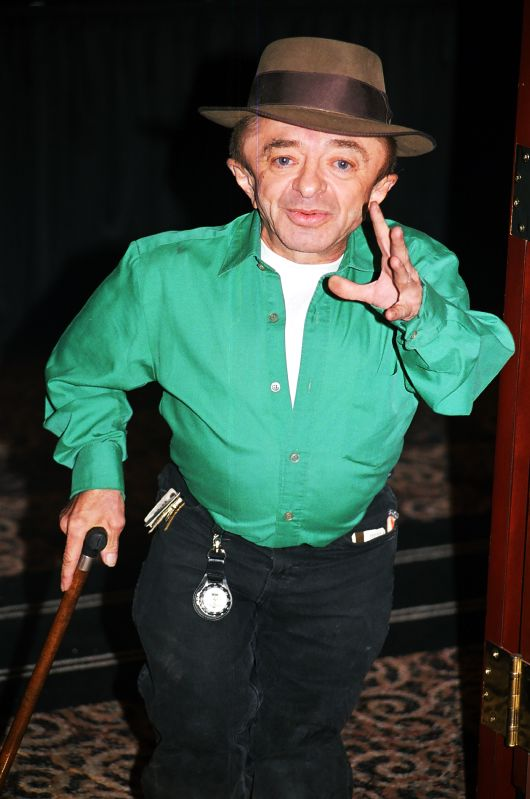
Anderson bei der CarneyCon 2006

Michael John Anderson (* 31. Oktober 1953 in Denver, Colorado) ist ein US-amerikanischer Schauspieler, bekannt für seine Rolle des „Mannes von einem anderen Ort“ in David Lynchs Fernsehserie Twin Peaks, dem Epilog und Prolog zur Serie, Twin Peaks – Der Film, und Samson von der HBO-Serie Carnivàle. Er hat eine genetische Knochenkrankheit und konnte seine ersten 20 Lebensjahre nicht gehen.

## Berufliche Karriere
Anderson spielte in vier Twin-Peaks-Folgen mit. Der Mann von einem anderen Ort trägt einen roten Anzug und spricht auf ungewöhnliche Art. Anderson nutzte phonetisches Rückwärtssprechen als eine Geheimsprache mit seinen Junior-High-School-Freunden und spielte dann den Charakter in Twin Peaks, der dieselbe Methode des Sprechens nutzt. Er trat zuerst in Special Agent Dale Coopers kryptischem Traum innerhalb eines roten Raums über den Mord von Laura Palmer auf. Andersons Figur spielte ebenfalls im nachfolgenden Film von Twin Peaks mit. Sein Charakter war dort wesentlich bösartiger als noch in der Serie.
Anderson verkörperte einen normalgroßen Mann in Lynchs Mulholland Drive – Straße der Finsternis, welches durch die Benutzung einer Prothese möglich war. Von 2003 bis 2005 war Anderson in der Fernsehserie Carnivàle vertreten.

## Filmografie
Fernsehserien
- 1988, 1990: Monsters – Bis das Blut gefriert (Monsters, Fernsehserie, 2 Folgen)
- 1990–1991: Twin Peaks (Fernsehserie, 4 Folgen)
- 1992: Picket Fences – Tatort Gartenzaun (Picket Fences, Fernsehserie, Folge 1x03)
- 1993: Star Trek: Deep Space Nine (Fernsehserie, Folge 1x15 Macht der Phantasie)
- 1995: Akte X – Die unheimlichen Fälle des FBI (The X-Files, Fernsehserie, Folge 2x20 Der Zirkus)
- 1998: Maggie (Fernsehserie, Folge 1x09)
- 1998: Liebling, ich habe die Kinder geschrumpft (Honey, I Shrunk the Kids: The TV Show, Fernsehserie, Folge 2x10)
- 1999: The Phantom Eye (Fernsehserie)
- 1999: Port Charles (Fernsehserie, 15 Folgen)
- 2001: Black Scorpion (Fernsehserie, Folge 1x08)
- 2003–2005: Carnivàle (Fernsehserie, 24 Folgen)
- 2006: Charmed – Zauberhafte Hexen (Charmed, Fernsehserie, 2 Folgen)
- 2010: Cold Case – Kein Opfer ist je vergessen (Cold Case, Fernsehserie, Folge 7x14 Metamorphose)
- 2011: Adventure Time – Abenteuerzeit mit Finn und Jake (Adventure Time, Fernsehserie, Folge 2x14, Sprechrolle)
- 2013: Mission Scooby-Doo (Scooby-Doo! Mystery Incorporated, Fernsehserie, 2 Folgen, Sprechrolle)

Filme
- 1983: Buddies – Zwei knallharte Typen (Buddies)
- 1985: Yoko Ono: Hell in Paradise (Kurzfilm)
- 1986: The Great Land of Small
- 1986: Silent but Deadly
- 1988: Tattoo Vampire
- 1989: Suffering Bastards
- 1989: No Such Thing As Gravity (Kurzfilm)
- 1990: Whatever Happened to Mason Reese (Kurzfilm)
- 1990: Industrial Symphony No. 1: The Dream of the Brokenhearted (Fernsehfilm)
- 1991: Mannequin 2 – Der Zauber geht weiter (Mannequin Two: On the Move)
- 1992: In the Soup – Alles Kino (In the Soup)
- 1992: Twin Peaks – Der Film (Twin Peaks: Fire Walk with Me)
- 1992: Fool's Fire (Fernsehfilm)
- 1993: Night Trap – Auf der Spur des Bösen (Night Trap)
- 1994: Ava's Magical Adventure
- 1994: Murder Too Sweet
- 1995: Caged Hearts
- 1996: Street Gun
- 1997: Die Krieger des Tao-Universums (Warriors of Virtue)
- 1998: Club Vampire
- 1999: Mulholland Dr. (Fernsehfilm)
- 1999: Minimum Wage
- 2000: This Is How the World Ends (Fernsehfilm)
- 2001: Mulholland Drive – Straße der Finsternis (Mulholland Drive)
- 2001: Snow White (Snow White: The Fairest of Them All, Fernsehfilm)
- 2003: Sticky Fingers (Kurzfilm)
- 2003: Tiptoes
- 2004: Big Time (Kurzfilm)
- 2012: Vérité: 'Fire Walk with Me' (Kurzfilm)
- 2014: Twin Peaks: Die fehlenden Teile (Twin Peaks: The Missing Pieces)